# District de Montabaur
Le district de Montabaur (en allemand : Regierungsbezirk Montabaur) est un ancien district (1946-1968) de Rhénanie-Palatinat.
Son chef-lieu était Montabaur.
Le 5 septembre 1945, la délégation de district de Hesse-Nassau est créée. Son siège est fixé à Montabaur. Son territoire comprend le groupe de cercles du District de Wiesbaden de l'ancienne province de Hesse-Nassau (Provinz Hessen-Nassau) incorporés dans la zone française d'occupation, à savoir : les cercles de Westerburg (landkreis Westerburg ou Oberwesterwaldkreis), Montabaur (landkreis Montabaur ou Unterwesterwaldkreis), Dietz (landkreis Dietz ou Unterlahnkreis) et Saint-Goarshausen (landkreis Sankt Goarshausen).